# 田雀麦
田雀麦（学名：Bromus arvensis），为禾本科雀麦属下的一个植物种。